# 303 Jozefina
303 Jozefina (mednarodno ime je 303 Josephina) je asteroid v glavnem asteroidnem pasu.

## Odkritje
Asteroid je odkril italijanski astronom Elia Millosevich (1848 – 1919) 12. februarja 1891 v Rimu.

## Lastnosti
Asteroid Jozefina obkroži Sonce v 5,51 letih. Njegova tirnica ima izsrednost 0,069, nagnjena pa je za 6,878° proti ekliptiki. Njegov premer je 99,29 km, okoli svoje osi se zavrti v 12,502 urah.